# Odbor za mednarodne odnose Državnega zbora Republike Slovenije
Odbor za mednarodne odnose je bivši odbor Državnega zbora Republike Slovenije.

## Sestava
1. državni zbor Republike Slovenije
- izvoljen: 23. februar 1993
- predsednik: Zoran Thaler (do 26. januarja 1995), Mihaela Logar (od 28. maja 1996)
- podpredsednik: Borut Pahor
- člani: Tone Anderlič (od 28. maja 1996), Roberto Battelli, Dušan Bavdek, Ljerka Bizilj (od 24. julija 1995), France Bučar (od 21. decembra 1995), Dragan Černetič (28. maj 1996-19. september 1996), Polonca Dobrajc (do 25. julija 1996), Brane Eržen (do 23. junija 1993), Miroslav Geržina (do 1. marca 1995 in od 25. julija 1996), Ivo Hvalica, Zmago Jelinčič, Janez Kocijančič (do 7. februarja 1996 in od 28. maja 1996), Bojan Korošec (od 6. oktobra 1994), Sašo Lap (od 6. oktobra 1994), Andrej Lenarčič (31. marec-28. maj 1996), Jože Lenič, Mihaela Logar (do 28. maja 1996), Alojzij Metelko (od 23. decembra 1993), Miroslav Mozetič, Irena Oman (od 23. junija 1993), Tone Partljič (od 6. oktobra 1994), Lojze Peterle (od 1. marca 1995), Maria Pozsonec, Vitodrag Pukl, Dimitrij Rupel (do 2. junija 1995), Nada Skuk, Marjan Šetinc, Jožef Školč (do 6. oktobra 1994), Jadranka Šturm-Kocjan, Peter Tancig, Zoran Thaler (od 19. septembra 1996), Ludvik Toplak (do 9. novembra 1993)

2. državni zbor Republike Slovenije
- izvoljen: 16. januar 1997
- predsednik: Jelko Kacin
- podpredsednik: Miroslav Luci
- člani: Anton Anderlič, Roberto Battelli, Vladimir Čeligoj, Polonca Dobrajc, Andrej Gerenčer, Leon Gostiša (do 15. maja 1997), Franc Horvat, Ivo Hvalica, Roman Jakič (od 15. maja 1997), Janez Janša, Zmago Jelinčič, Darja Lavtižar - Bebler, Jože Lenič (od 15. maja 1997), Zoran Lešnik, Miroslav Mozetič, Jože Možgan, Borut Pahor, Alojz Peterle, Marjan Podobnik (od 27. februarja 1997), Maria Pozsonec, Ciril Ribičič (od 15. maja 1997), Marijan Schiffrer, Boris Sovič (od 15. maja 1997), Jožef Školč (do 27. februarja 1997), Zoran Thaler (do 27. februarja 1997), Alojz Vesenjak, Franc Zagožen
- funkcija člana: Leon Gostiša (25. marec-15. maj 1997), Maksimiljan Lavrinc (25. marec-15. maj 1997)